# Modern Life Is War
Modern Life Is War — американський хардкор-панк гурт, створений у Маршалтауні, штат Айова, у 2002 році. Протягом шести років існування, гурт  випустив три повноформатних альбоми та один однойменний 7" міні-альбом. Незважаючи на зростаючу популярність в музичному хардкор-середовищі та на схвальні відгуки від багатьох музичних видань, на початку 2008 року колектив оголосив про свій розпуск, однак вже у 2012 році возз’єднався.

## Історія
На початку 2002 року гурт Modern Life Is War випустив однойменний 7" міні-альбом на лейблі Lifeline Records.
У 2003 році, на лейблі Deathwish Inc, гурт випустив студійний альбом My Love. My Way.
У 2005 році, на лейблі Deathwish Inc, вийшов студійний альбом Witness. Лейблом Deathwish Inc володіє та керує співак гурту Converge, Джейкоб Беннон (Jacob Bannon).
У середині 2005 року, після випуску альбому Witness, гурт покинули гітарист Метт Хоффман (Matt Hoffman) і басист Кріс Хонек (Chris Honeck). Їх замінили гітарист Sjarm 13 (Harm Haverman) і бас-гітарист Тім Черчман (Tim Churchman).
9 лютого 2007 року гурт оголосив про підписання контракту з лейблом Equal Vision Records.
Третій повноформатний альбом гурту, Midnight in America, був випущений 21 серпня 2007 року і отримав позитивні відгуки.
19 лютого 2008 року гурт оголосив на своїй сторінці в Myspace, що він розпадається, але планує ще один останній американський тур, який стартує 29 березня в Мілуокі, Вісконсін, і фінішує 26 квітня в рідному місті гурту, Маршалтауні.

В окремому інтерв’ю, яке взяли за кілька тижнів до туру, учасники гурту обговорили свої надії та досягнення у спільній грі за останні шість років:
«Я сподіваюся, що ми змусили деяких людей почуватися менш самотніми. Сподіваюся, ми спонукали людей самостійно приймати рішення, бути собою та діяти. Панк-рок змінив наше життя, і я сподіваюся, що ми, як гурт, зробили щось, щоб усе це продовжувалося. Ми скоро йдемо, але майбутнє не написано..."
У вересні 2012 року оригінальний склад гурту возз'єднався і записав альбом у підвалі Джона Айха (John Eich). У квітні 2013 року гурт Modern Life Is War офіційно оголосив про своє возз’єднання, та заявив про намір записати та випустити новий альбом на лейблі Deathwish, до вересня 2013 року. Після возз’єднання гурт не планував інтенсивні гастролі; станом на квітень 2013 року, гурт Modern Life Is War був заброньований лише як хедлайнер фестивалю This Is Hardcore Festival та для концерту на підтримку нового альбому.
Оглядаючись назад, гурт Modern Life Is War шкодував, що вони розпалися.
9 вересня 2013 року гурт випустив свій четвертий студійний альбом Fever Hunting на лейблі Deathwish, продюсером альбому був Курт Баллоу (Kurt Ballou) з гурту Converge. У жовтні 2013 року гурт Modern Life Is War вирушив у шестиденний тур на підтримку нового альбому.
Щоб відзначити своє 10-річчя, 2 червня 2015 року гурт перевидав ремастеровану версію свого альбому Witness з оновленою упаковкою та примітками на вкладці, після чого відбувся дев’ятиденний тур по Північній Америці.

## Склад гурту

### Поточний
- Джеффрі Ітон — вокал
- Джон Пол Айх — гітара
- Бо Беккер — гітара
- Кріс Хонек — бас
- Люк Раух — ударні

### Колишній
- Sjarm 13 (Харм Хаверман) — гітара
- Тім Черчмен — бас
- Бред Хайнем — бас
- Метт Хоффман — гітара
- Тайлер Олесон — барабани

## Дискографія
Студійні альбоми
- My Love. My Way. (2003)
- Witness (2005)
- Midnight in America (2007)
- Fever Hunting (2013)

Мініальбоми
- Modern Life Is War (2002)
- Tribulation Work Songs vol 1 (2018)
- Tribulation Work Songs vol 2 (2018)
- Tribulation Work Songs Vol 3 (2021)

Сингли
- "Stagger Lee" (2007)

Музичні кліпи
- "Fuck the Sex Pistols" (2008)
- "Feels Like End Times" (2018)[8]
- "Survival" (2021)